# Maletswai
Maletswai (officieel Maletswai Local Municipality) is een voormalige gemeente in het Joe Gqabi District Municipality von Zuid-Afrika. Maletswai ligt in de provincie Oost-Kaap en telt 43.800 inwoners.

## Hoofdplaatsen
Het nationaal instituut voor de statistiek, Stats SA, deelt sinds de census 2011 deze gemeente in in 4 zogenaamde hoofdplaatsen (main place):
Aliwal North • Dukathole • Jamestown • Maletswai NU.

## Rivieren
Rivieren in die gemeente:
- Braklaagtespruit
- Brandkopspruit
- Elandspruit
- Holspruit
- Karringmelkspruit
- Kraairivier
- Krambergspruit
- Kromspruit
- Oranjerivier
- Oslaagte
- Skulpspruit
- Telemachusspruit
- Wilgespruit